# Claridge's
Claridge's er et 5-stjernet hotel på hjørnet af Brook Street og Davies Street i Mayfair, London. Claridge's Hotel ejes og drives af Maybourne Hotel Group. Det blev grundlagt i 1812 som Mivart's Hotel. Den nuværende bygning er fra 1898.
Hotellet er blandt de mest fornemme i London, og en lang række kendte og kongelige har boet her, hvilket tæller bl.a. Cary Grant, Audrey Hepburn, Alfred Hitchcock, Brad Pitt, Joan Collins, Mick Jagger, U2 og Whitney Houston.
I slutningen af anden verdenskrig boede Winston Churchill kortvarigt i en suite på hotellet, da han overraskende tabte parlamentsvalget i 1945 og ikke havde et hjem i London. Hotellets ry som et af de fineste blev cementeret allerede i 1860, da Eugénie af Frankrig boede her, og underholdt dronning Victoria

I den første udgave af Baedeker's London fra 1878 blev Claridge's nævnt som "det første hotel i London".
Claridge's er blevet beskrevet som Londons mest "madcentrerede hotel". Claridge's tilbyder afternoon tea i The Foyer og Reading Room. Der er tre offentlige barer i stueetagen; the Foyer og Reading Room fungerer som hovedbarerne, når de ikke benyttes til afternoon tea; The Fumoir, en tidligere cigarbar indtil rygning blev forbudt indendørs i 2007; og Painter's Room der åbnede i 2021.
I 12 år var hotellets restaurant drevet af Gordon Ramsay med forskellige chefkokke.